# 椚·范
椚·范（1990年—）本名范氏花，越南女歌手。所學專業為化妝，曾作為演員配合了其他歌手的多部作品，同時學習音樂。在2011年可口可樂音樂獎中，曾作為候選歌手進入最後一輪角逐，這也標誌著她作為一名歌手正式出道。目前椚·范仍在增進音樂知識，以呈現出更好的歌唱狀態。

## 作品
- YouTube上的望
- YouTube上的回到約會時刻（與綺靡合作）
- YouTube上的越南人（群星合作）

## 網站
- 椚·范的Facebook專頁